# Antoni Owsianik
Antoni Owsianik (biał. Антон Аўсянік, Anton Ausianik; ur. 13 czerwca 1888 w Kobylu w powiecie wilejskim, zm. 1933 (?) w ZSRR) – lewicowy polityk, działacz narodowy i inżynier narodowości białoruskiej, działacz państwowy Białoruskiej Republiki Ludowej (BRL), w latach 1918–1919 członek Rady BRL, Prezydium Rady BRL, Konwentu Seniorów Rady BRL, Ludowego Sekretariatu Białorusi; jeden z inicjatorów stworzenia białoruskich oddziałów wojskowych w składzie Wojska Polskiego, w latach 1919–1920 członek, a następnie wiceprzewodniczący tymczasowego prezydium Białoruskiej Komisji Wojskowej; w 1920 roku pełnomocny przedstawiciel BRL w Republice Litewskiej; przedstawiciel białoruskiej mniejszości narodowej w II Rzeczypospolitej, od 1922 roku poseł na Sejm Rzeczypospolitej Polskiej I kadencji; w latach 30. wyjechał do Białoruskiej SRR, aresztowany i prawdopodobnie zabity z polecenia władz radzieckich.

## Życiorys
Urodził się 13 czerwca 1888 roku we wsi Kobyle, w gminie Olkowice powiatu wilejskiego guberni mińskiej Imperium Rosyjskiego (obecnie wieś Kastrycznickaja, w rejonie wilejskim obwodu mińskiego Białorusi). Pochodził z chłopskiej rodziny, uczył się w miejscowych szkołach. Ukończył studia w instytucie technologicznym w Charkowie, a następnie uczył się na wydziale budowy okrętów Petersburskiego Instytutu Politechnicznego (według niektórych źródeł ukończył tę uczelnię). Uzyskał tytuł inżyniera. Będąc w Petersburgu, wstąpił do Białoruskiej Socjalistycznej Gromady i podjął działalność w białoruskim ruchu narodowym. Kilka lat pracował w Bobrujsku, tworząc tam białoruskie organizacje społeczne i polityczne. Brał udział w wyborze delegatów na I Zjazd Wszechbiałoruski, według jednego ze źródeł był także jego uczestnikiem w grudniu 1917 roku.

### Białoruska Republika Ludowa

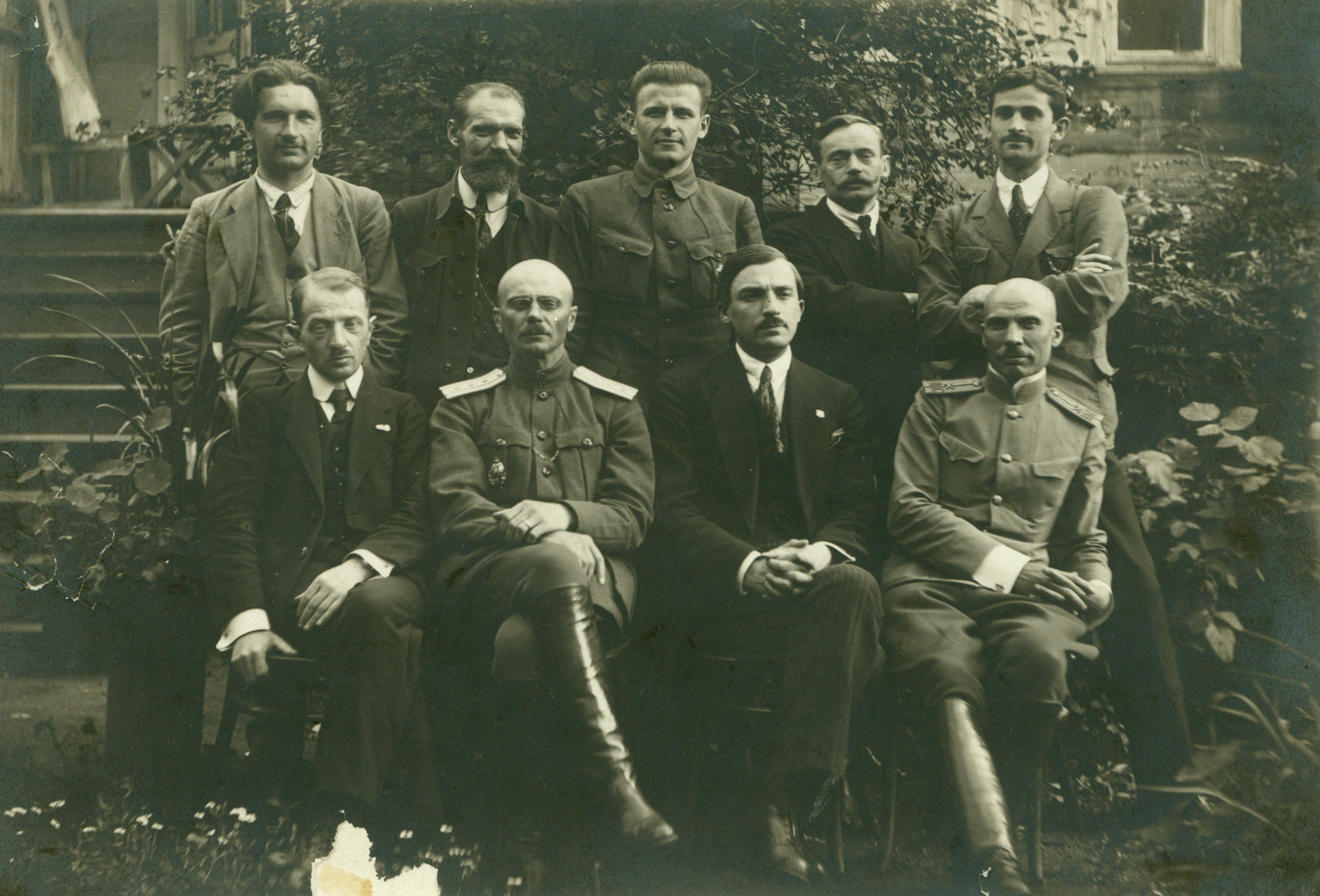
Ludowy Sekretariat Białorusi; Antoni Owsianik z tyłu drugi z prawej

3 kwietnia 1918 roku wszedł w skład Rady Białoruskiej Republiki Ludowej (BRL) jako delegat Bobrujskiej Rady Powiatowej. Wkrótce potem został członkiem Prezydium Rady BRL, a na początku maja – członkiem Konwentu Seniorów Rady BRL. Będąc w składzie Rady BRL, reprezentował w niej Białoruskie Rady Terenowe. 26 kwietnia 1918 roku jego podpis znalazł się na telegramie wysłanym następnego dnia w imieniu rządu i Rady BRL do niemieckiego cesarza Wilhelma II. Telegram zawierał podziękowanie za „wyzwolenie Białorusi” oraz prośbę o poparcie dla BRL i jej sojuszu z Niemcami. Posunięcie to zostało bardzo negatywnie odebrane przez środowiska lewicowe, prorosyjskie i antyniemieckie w łonie BRL, doprowadzając m.in. do opuszczenia Rady BRL przez znaczną część jej członków oraz do rozpadu BSG.
Po rozłamie w BSG został jednym z przywódców Białoruskiej Partii Socjalistów-Federalistów (BPSF), stanowiącej partię centrum na scenie politycznej BRL. Wchodził w skład tzw. frakcji Bloku, do której należały: BPSF, Białoruska Partia Socjaldemokratyczna, BSG i Białoruska Ludowa Partia Socjalistów. Był członkiem delegacji BRL, która 19 września 1918 roku udała się do Kijowa na rozmowy z rządem Państwa Ukraińskiego. Delegacja starała się uzyskać oficjalne uznanie niepodległości BRL przez Ukrainę, otrzymała jednak jedynie wyrazy przychylności i obietnicę pomocy finansowej i wojskowej przy tworzeniu białoruskich sił zbrojnych. W latach 1918–1919 Antoni Owsianik był przewodniczącym Białoruskiej Rady w Bobrujsku i członkiem Ludowego Sekretariatu Białorusi.

### Białoruska Komisja Wojskowa
19 września 1919 roku jako członek Konwentu Seniorów Rady BRL brał udział w spotkaniu z polskim Naczelnikiem Państwa Józefem Piłsudskim w Domu Szlacheckim w Mińsku. W czasie spotkania delegacja zwróciła się do Piłsudskiego o uznanie niepodległości i integralności BRL, umożliwienie odnowienia pracy jej organów, stopniowe przekazywanie władzy w ręce Rady, udzielenie pożyczki, formowanie białoruskiego wojska u boku polskiego i wspólną walkę z bolszewikami. Delegacja nie uzyskała ze strony polskiego przywódcy żadnych zobowiązań. Antoni Owsianik był wówczas zwolennikiem porozumienia z Polską, stworzenia białoruskiej armii pod polskim dowództwem i rozmów na temat utworzenia białorusko-polskiej federacji, przy czym zbliżenie to traktował czysto pragmatycznie. W jednym ze swoich listów do Antona Łuckiewicza pisał:

Co robić, jak trzymać z Polakami? (…) Myślę, że z Polakami trzeba teraz koniecznie rozmawiać o utworzeniu naszej narodowej armii. Możemy pójść na kompromis. Niech będzie ich wyższe dowództwo. Możemy z nimi mówić o federacji, trzeba iść na kompromis, pamiętając o jednym – wszystko robimy dla niezależności Białorusi. Kamień za pazuchą trzeba trzymać… Rozumiecie mnie chyba.

W połowie października 1919 roku wszedł w skład delegacji Białoruskiej Centralnej Rady Wileńszczyzny i Grodzieńszczyzny, która udała się do Warszawy na rozmowy z polskimi władzami na temat współpracy białorusko-polskiej. Delegacja przedstawiła stronie polskiej propozycję utworzenia białoruskiej dywizji oraz kandydatury na członków Białoruskiej Komisji Wojskowej (BKW). 22 października Antoni Owsianik został formalnie zatwierdzony przez Józefa Piłsudskiego jako członek BKW. Reprezentował w niej Grodzieńszczyznę.
Istnieją przesłanki sugerujące, że Antoni Owsianik, będąc członkiem BKW, nie był lojalny wobec państwa polskiego. Jesienią 1919 roku w Smoleńsku doszło do podpisania umowy między bolszewikami i BPSR, na mocy którego ci ostatni zobowiązali się do rozciągnięcia wpływów na BKW. Zdaniem białoruskiego historyka Jerzego Grzybowskiego Antoni Owsianik był jednym ze zwolenników BPSR w BKW. Według raportów ówczesnego polskiego wywiadu mieli oni m.in. utrudniać werbunek i faworyzować w jego trakcie byłych czerwonoarmistów. Podejrzewano ich także, że za pomocą sieci komend powiatowych rozbudzają pośród żołnierzy i cywilów narodowości białoruskiej nastroje antypolskie. Jednak zarzuty sformułowane przez raport bezpośrednio w stosunku do Antoniego Owsianika ogranicza się do stwierdzenia, że BPSR postanowiła wejść z nim w kontakt. Według historyka Olega Łatyszonka nie oznacza to, że Antoni Owsianik podjął z nią współpracę.
W czasie posiedzenia plenarnego BKW 1 lipca 1920 roku Antoni Owsianik był jednym z sześciu członków, którzy głosowali za dymisją całego jej składu i przyjęciem rezolucji skierowanej do Józefa Piłsudskiego i „najwyższych instytucji białoruskich”, stwierdzającej, że „nie czują się na siłach prowadzić w danej chwili ciężkiej i odpowiedzialnej pracy nad formowaniem Białoruskiego Wojska”. W wyniku tej decyzji doszło do kryzysu w łonie BKW; przewodniczący Pawieł Aleksiuk podał się do dymisji, a szóstka głosująca za rezolucją sformowała tymczasowe prezydium BKW. Antoni Owsianik został jego wiceprzewodniczącym. 23 sierpnia złożył obowiązki członka BKW. 3 października Naczelne Dowództwo Wojska Polskiego poinformowało o przyjęciu jego dymisji wraz z całym dotychczasowym składem Komisji.

### Działalność na Litwie, Litwie Środkowej i w Polsce
W listopadzie 1920 roku był pełnomocnym przedstawicielem BRL w Republice Litewskiej. Uczestniczył w rozmowach między emigracyjnym rządem BRL Wacłaua Łastouskiego, który przebywał w Kownie, oraz władzami Litwy na temat formowania na jej terytorium białoruskich oddziałów wojskowych. Po zawarciu porozumienia w tej sprawie kierował rozbudową białoruskich jednostek na Litwie, które w zamierzeniu rządu Łastouskiego miały podjąć walkę przeciwko Polsce w razie wybuchu litewsko-polskiego konfliktu.
W 1921 roku Antoni Owsianik przeniósł się do Wilna, będącego wówczas stolicą Litwy Środkowej. Stało się to w wyniku starań władz polskich, aby przeciągnąć na swą stronę białoruskich działaczy skupionych wokół kowieńskiego rządu BRL. Szczególne znaczenie dla tej decyzji miały wysiłki Jerzego Osmołowskiego i powiązanego z Polską Białoruskiego Komitetu Państwowego. Do 1922 roku Antoni Owsianik pracował w gospodarstwie wiejskim. W 1922 roku został posłem na Sejm Rzeczypospolitej Polskiej I kadencji, wchodził w skład Białoruskiego Klubu Poselskiego. Aresztowany przez władze polskie. Na początku lat 30. wyemigrował do Białoruskiej SRR. W 1933 roku został aresztowany przez władze radzieckie. Jego dalszy los jest nieznany.